# Podsavezna nogometna liga Bjelovar 1964./65.
Podsavezna nogometna liga Bjelovar, također i kao Prvenstvo Bjelovarskog nogometnog podsaveza je bila liga petog stupnja nogometnog prvenstva Jugoslavije u sezoni 1964./65. 
 
Sudjelovalo je 10 klubova, a prvak je bio "Borac" iz Čazme.  

## Ljestvica
| mj. | klub                             | ut. | pob. | ner. | por. | gol+ | gol- | bod     |
| --- | -------------------------------- | --- | ---- | ---- | ---- | ---- | ---- | ------- |
| 1.  | Borac Čazma                      | 17  | 9    | 5    | 3    | 37   | 21   | 23      |
| 2.  | Hajduk Hercegovac                | 18  | 10   | 2    | 6    | 51   | 38   | 22      |
| 3.  | Borac Galovac                    | 18  | 9    | 3    | 6    | 44   | 34   | 21      |
| 4.  | Mladost Hrastovac                | 18  | 7    | 6    | 5    | 35   | 31   | 20      |
| 5.  | Garić Garešnica                  | 17  | 8    | 2    | 7    | 55   | 41   | 18      |
| 6.  | Sloboda Gradec                   | 18  | 8    | 1    | 9    | 49   | 58   | 17      |
| 7.  | Lasta Gudovac                    | 18  |      |      |      |      |      | 17      |
| 8.  | Fenor Nova Rača                  | 18  | 8    | 1    | 9    | 42   | 46   | 15 (-2) |
| 9.  | Sloga (Bjelovar – Nove Plavnice) | 18  | 5    | 5    | 8    | 30   | 47   | 15      |
| 10. | Česma Bjelovar                   | 18  | 3    | 3    | 12   | 31   | 52   | 9       |

- ljestvica bez jedne odigrane utakmice i rezultata "Laste"

## Rezultatska križaljka
| kratica | klub                             | BORČ | BORG | ČES | FEN | GAR | HAJ | LAS | MLA | SLB | SLG |
| --- | -------------------------------- | ---- | ---- | --- | --- | --- | --- | --- | --- | --- | --- |
| BORČ | Borac Čazma                      |      |      |     |     |     |     |     |     |     |     |
| BORG | Borac Galovac                    |      |      |     |     |     |     |     |     |     |     |
| ČES | Česma Bjelovar                   |      |      |     |     |     |     |     |     |     |     |
| FEN | Fenor Nova Rača                  |      |      |     |     |     |     |     |     |     |     |
| GAR | Garić Garešnica                  |      |      |     |     |     |     |     |     |     |     |
| HAJ | Hajduk Hercegovac                |      |      |     |     |     |     |     |     |     |     |
| LAS | Lasta Gudovac                    |      |      |     |     |     |     |     |     |     |     |
| MLA | Mladost Hrastovac                |      |      |     |     |     |     |     |     |     |     |
| SLB | Sloboda Gradec                   |      |      |     |     |     |     |     |     |     |     |
| SLG | Sloga (Bjelovar – Nove Plavnice) |      |      |     |     |     |     |     |     |     |     |
| |                                  |      |      |     |     |     |     |     |     |     |     |
| podebljan rezultat - utakmice od 1. do 9. kola (1. utakmica između klubova) rezultat normalne debljine - utakmice od 10. do 18. kola (2. utakmica između klubova) rezultat nakošen - nije vidljiv redoslijed odigravanja međusobnih utakmica iz dostupnih izvora rezultat smanjen * - iz dostupnih izvora nije uočljiv domaćin susreta prekrižen rezultat - poništena ili brisana utakmica p - utakmica prekinuta 3:0 p.f. / 0:3 p.f. - rezultat 3:0 bez borbe n.i. - nije igrano |                                  |      |      |     |     |     |     |     |     |     |     |

 Izvori:

## Unutrašnje poveznice
- Međupodsavezna nogometna liga – Istok 1964./65.
- Općinska liga Garešnica 1964./65.
- Podsavezna liga Koprivnica 1964./65.